# كريس بيترز (سياسي)
كريس بيترز (بالفرنسية: Kris Peeters)‏ (و. 1962  م) هو سياسي، ومحامي بلجيكي، هو عضوٌ الحزب الديمقراطي المسيحي الفلمنكي.

## مناصب
تولى منصب عضو البرلمان الأوروبي (منذ 2 يوليو 2019)
- Minister-President of Flanders [الإنجليزية]‏ (28 يونيو 2007–25 يوليو 2014)
- عضو البرلمان الأوروبي
- عضو البرلمان الفلمنكي ‏[6]

.

## التعليم
تعلم في جامعة أنتويرب
.

## جوائز
حصل على جوائز منها:

الدكتوراه الفخرية من معهد موسكو الحكومي للعلاقات الدولية